# Rich Hall
Pour les articles homonymes, voir Richard Hall et Hall.
Rich Hall est un acteur, scénariste et producteur américain né en 1954 à Alexandria, Virginie (États-Unis).

## Filmographie

### comme acteur
- 1983 : Not Necessarily the News (série télévisée) : Rich Hall
- 1986 : One Crazy Summer : Wilbur (gas station attendant)
- 1987 : Million Dollar Mystery : Slaughter Buzzárd
- 1989 : C.H.U.D. II - Bud the Chud : Stan
- 1989 : True Blue (TV) : ESU Technician
- 1992 : Say What? (TV) : Actor
- 1997 : Choupette la coccinelle (The Love Bug) (TV)
- 2001 : Otis Lee Crenshaw: Live (vidéo) : Otis Lee Crenshaw
- 2005 : Alan Partridge Presents: The Cream of British Comedy (vidéo) : Otis Lee Crenshaw
- 2006 : Rich Hall's Cattle Drive (série télévisée)

### comme scénariste
- 1986 : Vanishing America (vidéo)
- 1999 : Mark Lamarr Leaving the 20th Century (série télévisée)
- 2001 : Badly Funded Think Tank (TV)
- 2001 : Otis Lee Crenshaw: Live (vidéo)
- 2004 : Election Special: One Bullet One Vote (TV)

### comme producteur
- 1986 : Vanishing America (vidéo)

## Livre traduit en français
- Otis Lee Crenshaw contre la société [« Otis Lee Crenshaw : I Blame Society »]  (trad. de l'anglais), Paris, trad. par Thierry Beauchamp, Éditions Rivages, 2010, 384 p. (ISBN 978-2-7436-2013-4)

## Inspirations
Matt Groening s'est inspiré de Rich Hall pour créer Moe des Simpsons[réf. nécessaire]